# 요르고스 세페리스
요르고스 세페리스(그리스어: Γιώργος Σεφέρης, 본명: 예오르요스 세페리아디스·Γεώργιος Σεφεριάδης, 1900년 3월 13일 ~ 1971년 9월 20일)는 20세기 그리스의 대표적인 시인으로, 노벨 문학상 수상자이다. 그리스의 외교관으로도 활동했으며, 1957년부터 1962년까지 영국 대사를 역임했다.
그리스령였던 소아시아의 스미르나 인근의 우를라에서 출생하였다. 아테네와 파리 대학을 졸업하고 요르요스 2세의 기사 대장이 되었으며, 제2차 세계대전 때 세계 여러 곳으로 돌아다니며 망명 생활을 하였다. 그는 원래의 성씨인 “세페리아디스”를 바꾼 “세페리스”라는 필명으로 활약하여, 1960년에 윌리엄 포일 상을 받았다. 1963년, 헬레니즘 문화 세계에 대한 깊은 사랑에서 우러나온 그의 뛰어난 서정적 작품으로 노벨 문학상을 받았다. 작품으로 《분기점》, 《신화사》, 《항해 일지》, 《개똥지빠귀》와 시집 《시선집》 등이 있다.